# Songs of Silence
Songs of Silence – album koncertowy fińskiej grupy muzycznej Sonata Arctica. Wydany w 2002 roku przez Spinefarm Records. Koncert został zarejestrowany w Tokio, w Japonii, 4 września 2002 roku.

## Lista utworów

### Pierwsza płyta
1. "Intro"
2. "Weballergy"
3. "Kingdom For a Heart"
4. "Sing In Silence"
5. "False News Travel Fast"
6. "Last Drop Falls"
7. "Respect the Wilderness"
8. "FullMoon"
9. "The End of This Chapter"
10. "The Power Of One" (dodatkowy utwór na azjatyckim wydaniu)
11. "Replica"
12. "My Land"
13. "Black Sheep"
14. "Wolf & Raven"

### Druga płyta
(Pierwsze wydanie azjatyckie)
1. "Blank File"
2. "Land Of The Free"
3. "Peacemaker" (wersja studyjna)

## Twórcy
- Tony Kakko - śpiew
- Jani Liimatainen - gitara
- Marko Paasikoski - gitara basowa
- Mikko Härkin - instrumenty klawiszowe
- Tommy Portimo - instrumenty perkusyjne